# Історія ФК «Ференцварош»
«Ференцварош» — угорський професіональний футбольний клуб з міста Будапешт, Угорщина. Є найбільш титулованим клубом в Угорщині.

## 1900-ті роки

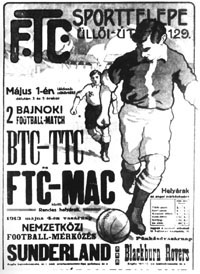
Рекламний плакат 1913 року з рекламою міжнародних матчів проти «Сандерленда» та «Блекберн Роверз» і матчів чемпіонату Угорщини БТК — ТТК і Ференцварош" — МАК.

3 травня 1899 року «Ференцварош» був заснований жителями дев'ятого району Будапешта. Першим головою клубу було призначено адвоката Ференца Шпрінгера з того ж округу. Бюджет клубу поповнився балом, проведеним на честь заснування клубу. Перше поле клубу було побудовано на проспекті Сороксарі в дев'ятому районі.
Футбольна секція «Ференцвароша» була офіційно відкрита 3 грудня 1900 року. Через два місяці, у лютому, відбувся перший матч чемпіонату Угорщини між «Ференцварошем» і БТК. Оскільки матч не був оголошений Федерацією футболу Угорщини, він не був визнаний першим офіційним матчем клубу.
21 квітня 1901 року команда зіграла свій перший офіційний матч проти клубу МАФК, який «Ференцварош» програв з рахунком 3:5. Перший гол за клуб забив Гашпар Борбаш. Перша перемога в чемпіонаті була здобута 16 червня 1901 року, коли «Ференцварош» переміг «Будапешт» з рахунком 5:1.
У 1902 році «Ференцварош» зазнав найбільшої поразки у своїй історії, коли програв англійському «Оксфорд Юнайтед» з рахунком 0:16.
27 квітня 1902 року «Ференцварош» зіграв свій перший матч у міжнародному змаганні, вийшовши на поли проти клубу БТК в Кубку виклику 1901/02. А вже 3 травня 1903 року у півфіналі наступного розіграшу цього ж турніру «Ференцварош» зіграв свій перший офіційний міжнародний матч проти австрійського клубу «Вінер АК» і програв з рахунком 1:5.
У тому ж сезоні 1903 року «Ференцварош» став чемпіоном Угорщини. Через два роки, у 1905 році, «Ференцварош» вдруге став чемпіоном, а потім захистив титул у наступному сезоні 1906/07.
У сезоні 1908/09 «Ференцварош» вперше і востаннє виграв Кубок виклику: 10 квітня 1909 року клуб переміг «Лейпциг» 4:1, 11 квітня 1909 року — зіграв внічию з БТК, а 12 квітня переміг МТК з рахунком 2:1, посівши перше місце в груповому турнірі та кваліфікувавшись до фіналу Кубка виклику. Там 13 червня 1909 року «Ференцварош» переміг австрійський «Вінер Шпорт-Клуб» з рахунком 2:1 і здобув трофей.

## 1910-ті роки

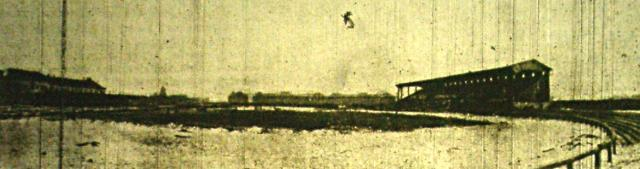
Перший стадіон клубу, урочисто відкритий 12 лютого 1911 року.

На зламі десятиліть «Ференцварош» був найсильнішою командою Угорщини, вигравши п'ять поспіль чемпіонатів Угорщини (1908/09, 1909/10, 1910/11, 1911/12 та 1912/13). При цьому у сезоні 1911/12 «Ференцварош» переміг «Керюлеті» з рахунком (11:3), а Імре Шлоссер забив 8 голів, що досі є клубним рекордом для одного матчу.
12 лютого 1911 року відбулося урочисте відкриття нового стадіону клубу. Перший гол на новому стадіоні забив також Імре Шлоссер.
У грудні 1911 року Ференцварош вирушив у європейське турне. 24 грудня 1911 року клуб виграв з рахунком 5:3 у «Вікторії Гамбург» в Гамбурзі, Королівство Пруссія. 25 грудня 1911 року переміг «Бремен» з рахунком 5:0, а 30 грудня 1911 «Ференцварош» — «Герту» з рахунком 4:2 у Берліні. 1 січня 1912 року «Ференцварош» переміг у Берліні «БФК Пройссен» з рахунком 7:2, а 8 січня вперше виграв в Англії, обігравши «Вокінг» з рахунком 3–2 у Лондоні. 10 січня 1929 року «Ференцварош» програв 1:4 свій останній матч турне проти «Інгленд Вондерерз» у Лондоні.
У 1914 році почалася Перша світова війна, яка вплинула на «Ференцварош», оскільки багато гравців клубу були мобілізовані, і багато з них ніколи не повернулися. Угорська федерація футболу не організовувала жодних змагань між сезонами 1913/14 та 1916/17.

## 1920-ті роки
Повоєнні роки почалися для «Ференцвароша» невдало, оскільки його суперник, МТК, виграв дев'ять поспіль титулів чемпіона Угорщини. Більше того, у сезоні 1924/25 «Ференцварош» програв МТК з рахунком 2:14, що стало найбільшою поразкою клубу в чемпіонаті за всю історію.
Лише у 1926 році «Ференцварош» знову став чемпіоном Угорщини через 13 років, захистивши свій титул у наступні два сезони — 1926/27 та 1927/28.
Завдяки цьому «Ференцварош» взяв участь у Кубку Мітропи 1928 року і 19 серпня виграв перший матч проти «БСК Белграда» з рахунком 7:0 у Белграді, Югославія. Матч-відповідь 26 серпня виграв «Ференцварош» з рахунком 6:1, вийшовши до півфіналу, де переміг «Адміру» з Відня, спочатку 9 вересня 1928 року в гостях з рахунком 2:1, а за тиждень і вдома з рахунком 1:0. У фінальному матчі «Ференцварош» переміг вдома віденський «Рапід» з рахунком 7:1 28 жовтня 1928 року завдяки хет-трику Йожефа Такача та дублів Ференца Седлачека і Вільмоша Кохута. Незважаючи на поразки 3:5 в гостях, 11 листопада 1928 року, «Ференцварош» здобув перемогу за сумою двох матчів і виграв свій перший міжнародний трофей. Історичне досягнення для команди здобули воротар Ігнац Амшель, захисники: Геза Такач, Янош Хунглер, півзахисники Елемер Беркеші, Мартон Букові, Карой Фурманн, Анталь Ліка, нападники Йожеф Такач, Йожеф Турай, Ференц Седлачек, Вільмош Кохут, Імре Коста і Ізідор Ражо і головний тренер Іштван Тот.

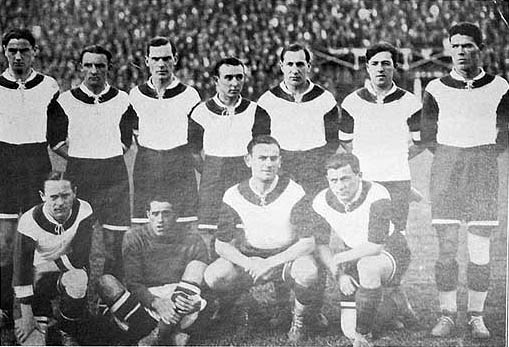
Команда «Ференцвароша», яка провела турне по Південній Америці в 1929 році

1929 року «Ференцварош» брав участь у південноамериканському турне в Бразилії, Уругваї та Аргентині, виступаючи в чотирьох різних містах: Сан-Паулу, Ріо-де-Жанейро, Монтевідео та Буенос-Айресі. 30 червня «Ференцварош» переміг збірну Сан-Паулу з рахунком 2:1 на стадіоні «Парк Антарктика» в Сан-Паулу. 4 липня «Ференцварош» зіграв унічию з «Флуміненсе» (1:1) і «Ріо-де-Жанейро Селект» 3:3 у Ріо-де-Жанейро. 11 липня 1929 року «Ференцварош» програв збірній Бразилії на «Ештадіу дас Ларанжейрас» у Ріо-де-Жанейро. 14 липня «Ференцварош» програв клубу «Палестра Італія» з рахунком 5:2, а 21 липня переміг збірну Уругваю у Монтевідео. 25 липня «Ференцварош» переміг збірну Монтевідео з рахунком 4:1 і програв Уругваю з рахунком 3:0, обидва матчі були зіграні на «Естадіо Гран Парк Сентраль». Наступна серія матчів була зіграна в Аргентині, де 1 серпня в Буенос-Айресі «Ференцварош» переміг «Рівер Плейт» з рахунком 4:3. 3 серпня «Ференцварош» повернувся до Монтевідео, де програв «Пеньяролю» з рахунком 2:0. 5 серпня «Ференцварош» зіграв у Авельянеді проти місцевого «Расінга» і виграв з рахунком 2:1. 10 серпня «Ференцварош» програв з рахунком 2:0 збірній Аргентини на стадіоні «Рівер Плейт». 13 серпня «Ференцварош» знову переміг "Расінг " з рахунком 2:1. Останній матч турне був зіграний 17 серпня проти «Сан-Паулу». «Ференцварош» програв з рахунком 1:2 на «Парк Антарктика».
Наступного року клуб взяв участь у Кубку Мітропи 1930, де у першому матчі зіграв внічию (2:2) з празькою «Славією» в Чехословаччині. Домашній матч «Ференцварош» виграв з рахунком 1:0 і вийшов до півфіналу. Там угорський клуб програв на виїзді віденському «Рапіду» з рахунком 0:5 і, не зважаючи на подальшу домашню перемогу 1:0, вилетів з турніру.

## 1930-ті роки

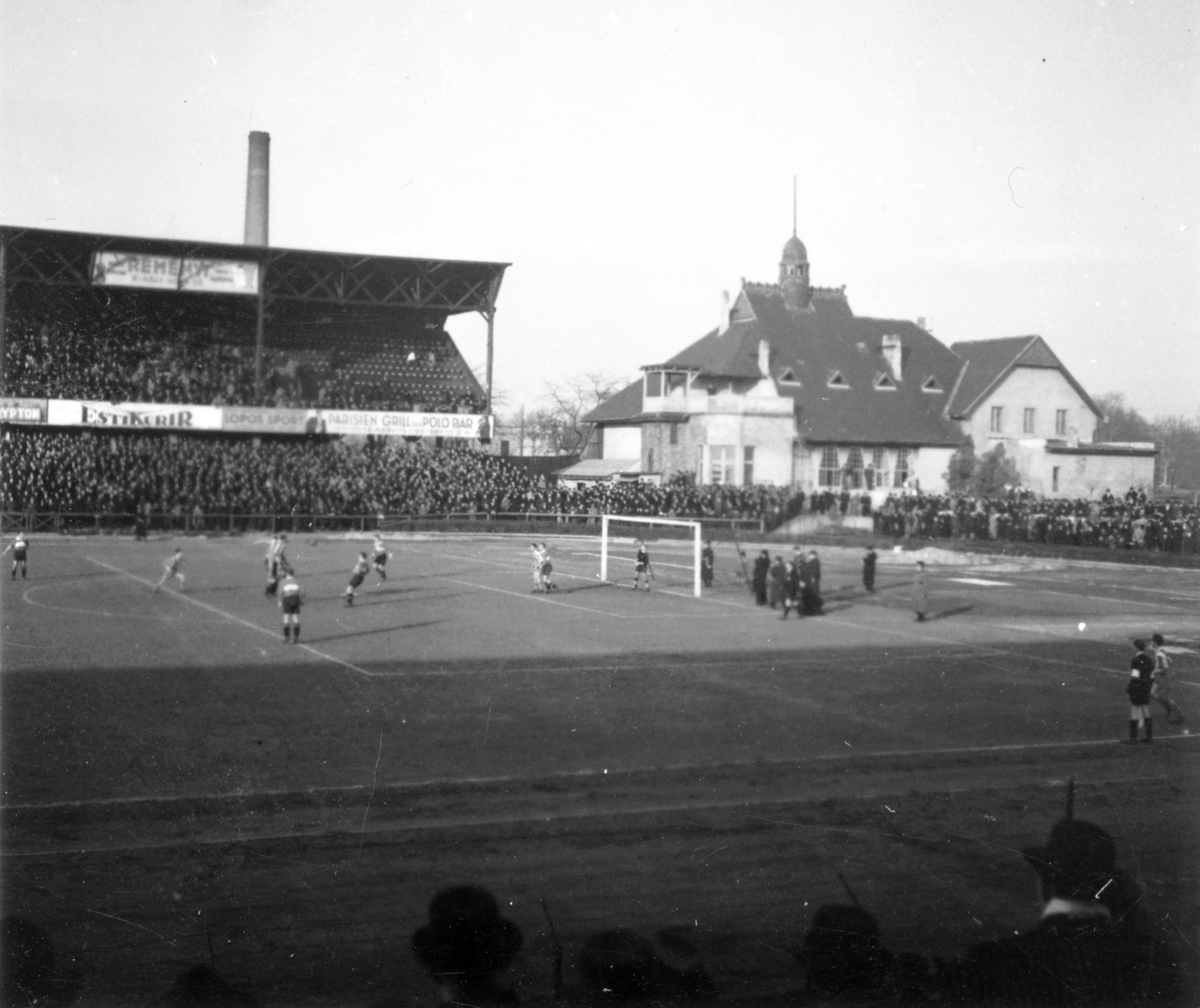
Трибуна домашнього стадіону «Ференцвароша» з будинком клубу поруч. 1935 рік.

У 1930-х роках «Ференцварош» чотири рази вигравав чемпіонат Угорщини — в 1932, 1934, 1938 і 1940 роках.
У сезоні 1931/32 «Ференцварош» виграв усі 22 матчі, що досі не змогла повторити жоден інший клуб чемпіонату, і в цьому ж сезоні команда забила свій 400-й гол у чемпіонаті. Ця перемога дозволила «Ференцварошу» взяти участь у Кубку Мітропи 1932, але будапештці вилетіли вже в першому раунді, програвши «Ювентусу» з рахунком 4:0 у Турині і зігравши внічию 3:3 вдома.
За версією французького журналу L'Auto, «Ференцварош» був сьомою найкращою командою Європи в 1933 році.
«Ференцварош» зіграв і у Кубку Мітропи в сезоні 1934 року. Там у першому раунді клуб легко переміг «Флорідсдорфер» з рахунком 8:0 вдома та 2:1 на виїзді, а у чвертьфіналі пройшов чехословацьке «Кладно» завдяки перемозі 6:0 вдома і поразці 1:4 в гостях. У півфіналі «Ференцварош» зіграв внічию 1:1 у першому матчі з італійською «Болоньєю», але програв 1:5 у виїзному матчі-відповіді, вилетівши таким чином з турніру.

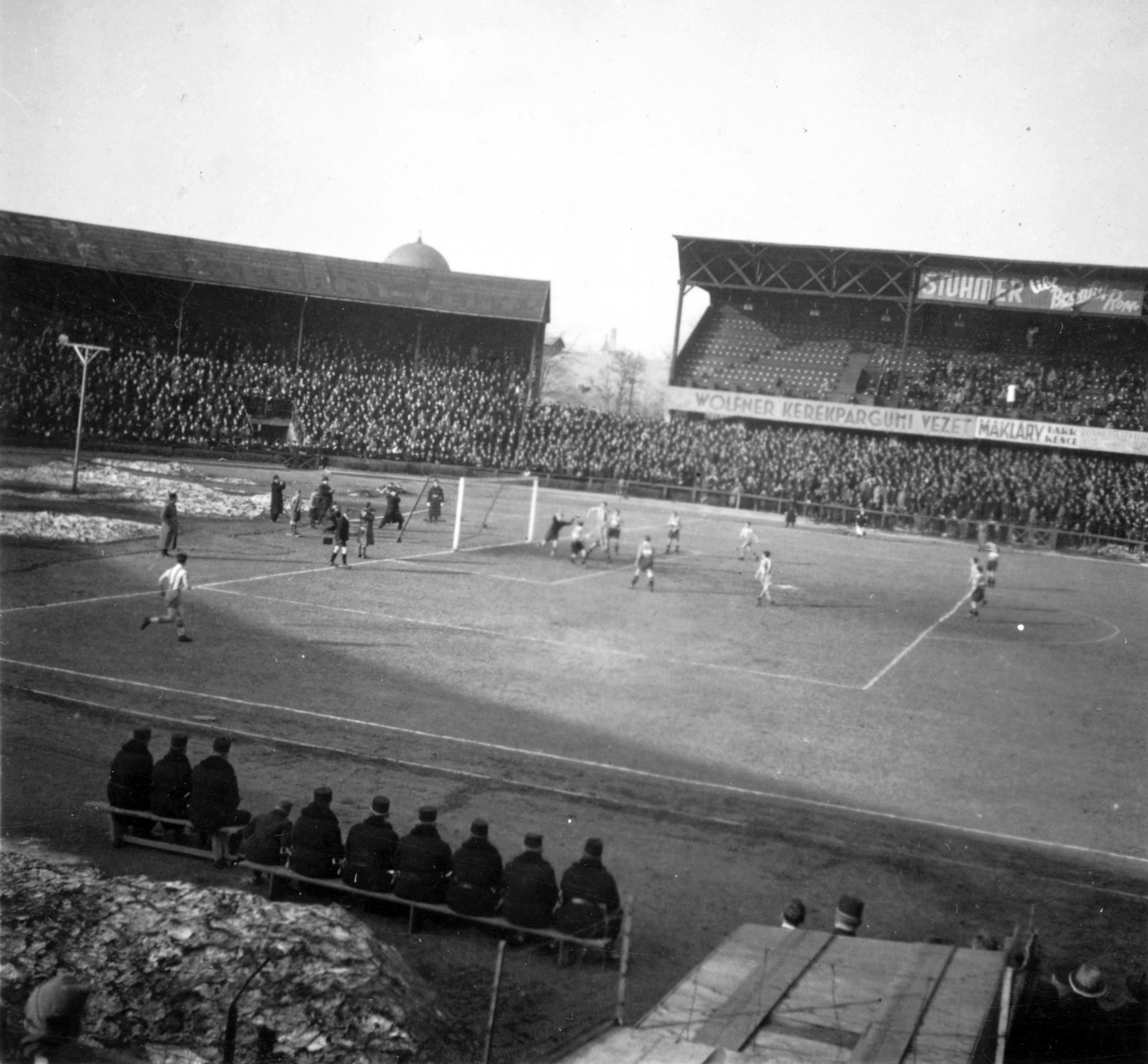
Домашній матч «Ференцвароша» на стадіоні. 1935 рік.

У наступному Кубку Мітропи 1935 року «Ференцварош» виступав нестабільно, чередуючи перемоги та поразки. Так у першому раунді угорці програли «Ромі» в Римі з рахунком 1:3, але вдома виграли з рахунком 8:0 і вийшли до чвертьфіналу. Там «Ференцварош» програв «Жиденіце» з Брно у Чехословаччині з рахунком 2:4, але у матчі-відповіді виграв з рахунком 6:1 і знову пройшов далі. У півфіналі «Ференцварош» переміг «Аустрію» з Відня вдома з рахунком 4:2 і програв на виїзді з рахунком 2:3, чого виявилось достатньо для виходу у фінал. У фіналі 8 вересня «Ференцварош» переміг празьку «Спарту» вдома 2:1, але програв 0:3 у Празі і не здобув трофей. Наступного сезону команда виступила значно гірше, коли у першому ж раунді після домашньої перемоги 5:2 над «Славією» з Праги, програла в гостях 0:4 і одразу вилетіла з турніру.
У Кубку Мітропи 1937 року «Ференцварош» знову повернув собі звання однієї з найкращих команд Центральної Європи. У першому матчі турніру в Празі, Чехословаччина, він зіграв унічию 2:2 з празькою «Славією», після чого здобув домашню перемогу з рахунком 3:1 і вийшов до наступного раунду. У чвертьфіналі «Ференцварош» приймав «Ферст Вієнну», перемігши вдома з рахунком 2:1, але в гостях програв з рахунком 1:0. Для визначення переможця було проведено додатковий матч, що завершився перемогою «Ференцвароша» з рахунком 2:1.. У півфіналі угорський клуб програв «Аустрії» з рахунком 1:4 у Відні, але в домашньому матчі зумів відігратись і перемогти з рахунком 6–1 та вийти до фіналу. У фіналі Кубка Мітропи 1937 року «Ференцварош» переміг італійське «Лаціо» як вдома (4:2) 12 вересня так і у Римі (5:4) 24 жовтня, здобувши таким чином цей трофей вдруге у своїй історії, а нападник Дьєрдь Шароші став найкращим бомбардиром турніру.
У наступні три роки «Ференцварош» кожен раз виходив до фіналу Кубка Мітропи, але у перших двох випадках поступився «Славії» (2:2, 0:2) та «Уйпешту» (1:4, 2:2) відповідно, а в останньому турнірі 1940 року фінал з «Рапідом» (Бухарест) не відбувся через політичний конфлікт Угорщини та Румунії та подальший Другий Віденський арбітраж.

## 1940-ті роки
У 1940-х роках «Ференцварош» здобув титули чемпіона Угорщини у 1940, 1941 і 1949 роках, при цьому у сезоні 1940/41 команда забила понад сто голів. У 1940-х роках «Ференцварош» став першою командою, яка прилетіла до Сполучених Штатів. 31 жовтня 1948 року «Ференцварош» зіграв свій 1000-й матч у чемпіонаті Угорщини. У сезоні 1948/49 команда відсвяткувала своє 50-річчя золотою медаллю. У цьому сезоні команда забила 140 голів у 30 матчах (в тому числі Ференц Деак забив 59 голів). Крім того команда тричі вигравала Кубок Угорщини в 1942, 1943 і 1944 роках.

## 1950-ті роки

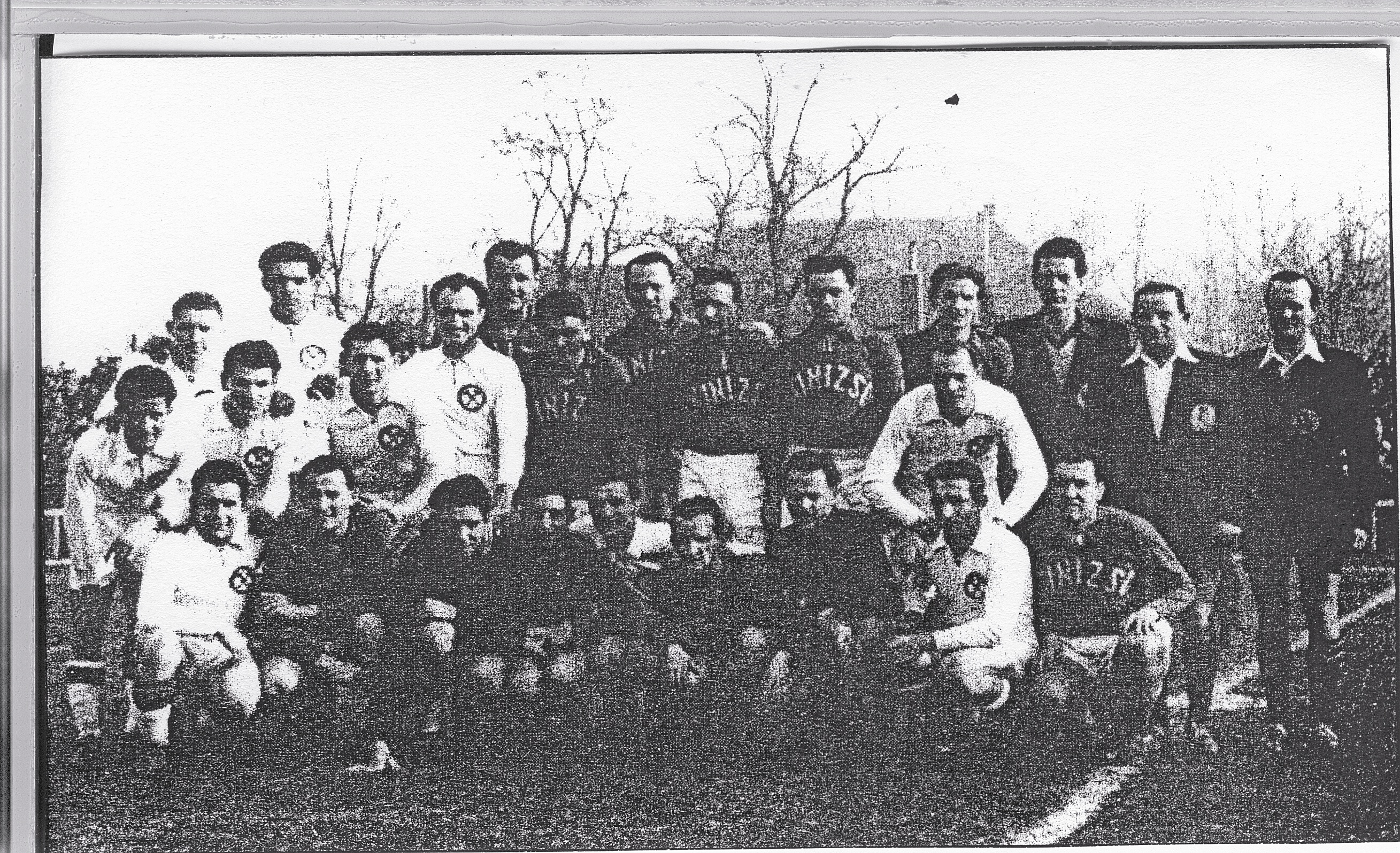
Після матчу «Дорог» — «Ференцварош» в чемпіонаті Угорщини. 1950-ті роки. З 1951 по 1956 рік «Ференцварош» називався «Кініж» і з політичних причин.

1950-ті роки стали найменш успішними для клубу. «Ференцварош» жодного разу не зміг виграти чемпіонство (багато в чому через те, що набрав сили будапештський «Гонвед» на чолі з Пушкашем). Одного разу клуб став другим і тричі третім, а в 1958 році «Ференцварош» виграв Кубок Угорщини, вдесяте у своїй історії.
У 1951 році під тиском Матяша Ракоші, диктатора Угорщини, команда була перейменована на «Кініжі» (на честь легендарного угорського командира-простолюдина Пала Кініжі в армії короля Матяша I Корвіна) і змінила колір на червоно-білий. Після угорських подій 1956 року та втечі з країни Ракоші клубу повернули його історичну назву та кольори.

## 1960-ті роки

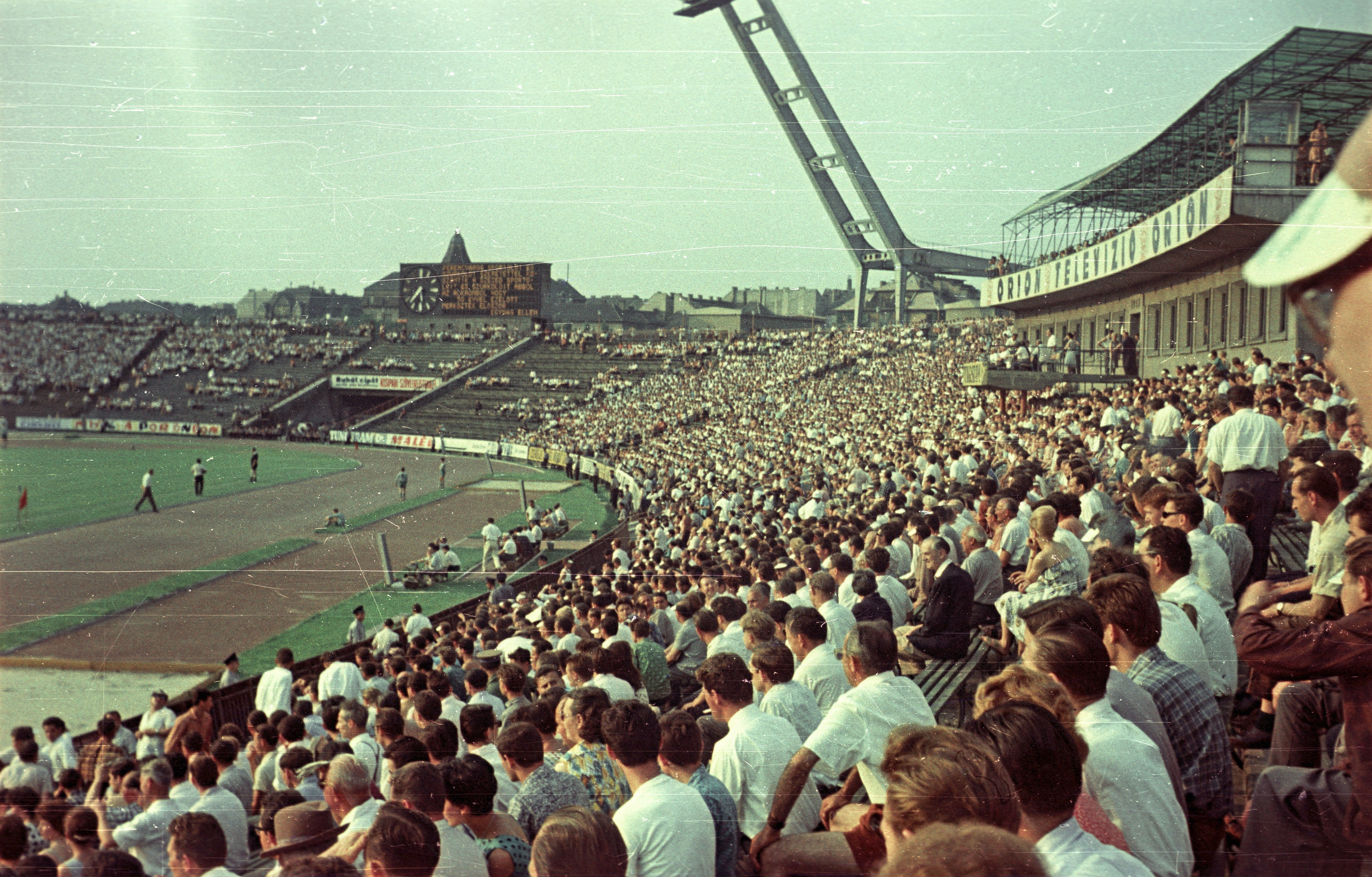
Матч «Ференцварош» — «Сегедь» 30 червня 1963 року.

У 1960-х роках «Ференцварош» чотири рази вигравав чемпіонат Угорщини (1963, 1964, 1967 і 1968) і взяв участь у першому розіграші Кубка володарів кубків УЄФА у сезоні 1960/61. Там вже в першому раунді «Ференцварош» вилетів від шотландського «Рейнджерс», програвши 1 серпня з рахунком 2:4 у Глазго і вигравши 11 серпня вдома 2:1.
У сезоні 1962/63 «Ференцварош» брав участь у Кубку ярмарків, де пройшов «Вікторію Кельн» (3:4, 4:1) «Сампдорію» (0:1, 6:0) та «Петролул» (2:0, 0:1), вийшовши у півфінал. Там угорці зустрічались із югославським «Динамо» (Загреб), але програли обидві гри 0:1 вдома та 1:2 в гостях і не вийшли до фіналу.
Того ж року «Ференцварош» виграв чемпіонат Угорщини 1962/63, завдяки чому вперше у своїй історії кваліфікувався до Кубку європейських чемпіонів на сезону 1963/64. Дебют вийшов невдалим — 11 вересня 1963 року «Ференцварош» програв турецькому «Галатасараю» з рахунком 0:4 на стадіоні «Іненю» у Стамбулі. 12 жовтня 1963 року у матчі-відповіді «Ференцварош» виграв з рахунком 2:0, але цього не вистачило для проходу далі.

У сезоні 1964 року «Ференцварош» вчергове став чемпіоном Угорщини і того ж року брав участь у Кубку ярмарків 1964/65. На турнірі «Фраді» пройшли чехословацький «Спартак Брно» (2:0, 0:1), австрійський «Вінер Шпорт-Клуб» (1:0, 1:2, 2:0), італійську «Рому» (2:1 на «Стадіо Олімпіко» та 1:0 вдома) та іспанський «Атлетік» з Більбао (1:0, 1:2, 3:0), знову вийшовши до півфіналу. Там у першому матчі «Ференцварош» програв англійському « Манчестер Юнайтед» з рахунком 2:3 на «Олд Траффорд», але домашній матч виграв з рахунком 1:0. В результаті був призначений додатковий матч, який теж пройшов у Будапешті і завершився перемогою угорців з рахунком 2:1, вивівши «Ференцварош» до фіналу турніру. Вирішальний матч відбувся 23 червня 1965 року в Турині на Стадіо Комунале ді Торіно на домашній арені італійського «Ювентуса». Тим не менш саме «Ференцварош» змігл перемогти 1:0, ставши першою і досі єдиною угорською командою, що здобула єврокубковий трофей. Єдиний гол у тому матчі забив на 74-й хвилині Мате Феньвеші.
«Ференцварош» брав участь у Кубку європейських чемпіонів 1965/66. У попередньому раунді «Ференцварош» розгромив ісландський «Кефлавік» (4:1 у Рейк'явіку і 9:1 вдома), після чого у першому раунді зіграв внічию (0:0) з грецьким «Панатінаїкосом» на рідному «Непштадіоні», а у гостях переміг з рахунком 3:1 на стадіоні «Апостолос Ніколаїдіс» у Салоніках. У чвертьфіналі 13 лютого 1966 року «Ференцварош» програв італійському «Інтернаціонале» з рахунком 4:0 на «Джузеппе Меацца» в Мілані, а вдома зумів звести гру внічию 1:1, тим не менш вилетів з турніру.
Наступного сезону «Ференцварош» брав участь у Кубку ярмарків 1966–67, пройшовши у перших двох раундах югославську «Олімпію» з Любляни (3:3, 3:0) та шведський «Ергрюте» (0:0, 7:1) відповідно. У третьому раунді «Ференцварош» потрапив на західнонімецький «Айнтрахт» з Франкфурт. У першій грі угорці в гостях розгромно програли 1:4, і незважаючи на те, що їм потім вдалося виграти свій домашній матч у Будапешті з рахунком 2:1, «Ференцварош» вибув з турніру.
За підсумками сезону 1967 «Ференцварош» виграв свій ювілейний 20-ий титул чемпіона Угорщини, при цьому протягом 28 турів клуб йшов без поразок, програвши лише у двох останніх іграх, які не мали турнірного значення. Того ж року нападник команди Флоріан Альберт був визнаний найкращим європейським футболістом 1967 року. Крім того він є найуспішнішим гравцем «Ференцвароша» за всю історію, забивши 255 голів у 351 матчі з 1958 по 1974 рік.
У Кубку ярмарків 1967–68 «Ференцварош» знову вдало виступив, пройшовши румунський «Арджеш» (1:3, 4:0), іспанський «Реал Сарагоса» (1:2, 3:0), англійський «Ліверпуль» (1:0, 1:0), іспанський «Атлетік» з Більбао (2:1, 2:1) та італійську «Болонью» (3:2, 2:2), вдруге в історії вийшовши до фіналу Кубка ярмарок. У першому матчі фіналу «Ференцварош» програв англійському « Лідс Юнайтед» з рахунком 1:0 на «Елленд-Роуд» і зіграв внічию з рахунком 0:0 у домашньому матчі на «Непштадіоні» перед 76 000 глядачів і не зміг отримати свій другий титул володаря трофею.
«Ференцварош» виграв чемпіонат Угорщини 1968 року і мав взяти участь у Кубку європейських чемпіонів 1968/69, де у першому раунді в суперники отримав шотландський «Селтік». Тим не менш у зв'язку з вторгненням військ Варшавського договору до Чехословаччини 20 серпня 1968 року західноєвропейські клуби (з ініціативи «Селтіка») погрожували бойкотувати матчі з командами комуністичних країн. 31 серпня 1968 року через цю загрозу керівництво УЄФА анулювало результати жеребкування та провело нове таким чином, щоб команди з комуністичних країн грали лише одна проти одної і угорський чемпіон отримав в суперники болгарський «Левскі». Через незгоду зі зміною жеребкування, Польський футбольний союз першим зняв свої клуби з Кубка європейських чемпіонів і Кубка володарів кубків на знак протесту, а потім подібні рішення прийняли футбольні асоціації Угорщини, Болгарії, Східної Німеччини та Радянського Союзу, таким чином «Ференцварош» не отримав можливості зіграти на турнірі.
У наступному розіграші Кубка європейських чемпіонів 1969/70 у першому раунді пройшов софійський ЦСКА (1:2, 4:1), але у другому був розбитий «Лідс Юнайтед» — двічі по 0:3.

## 1970-ті роки

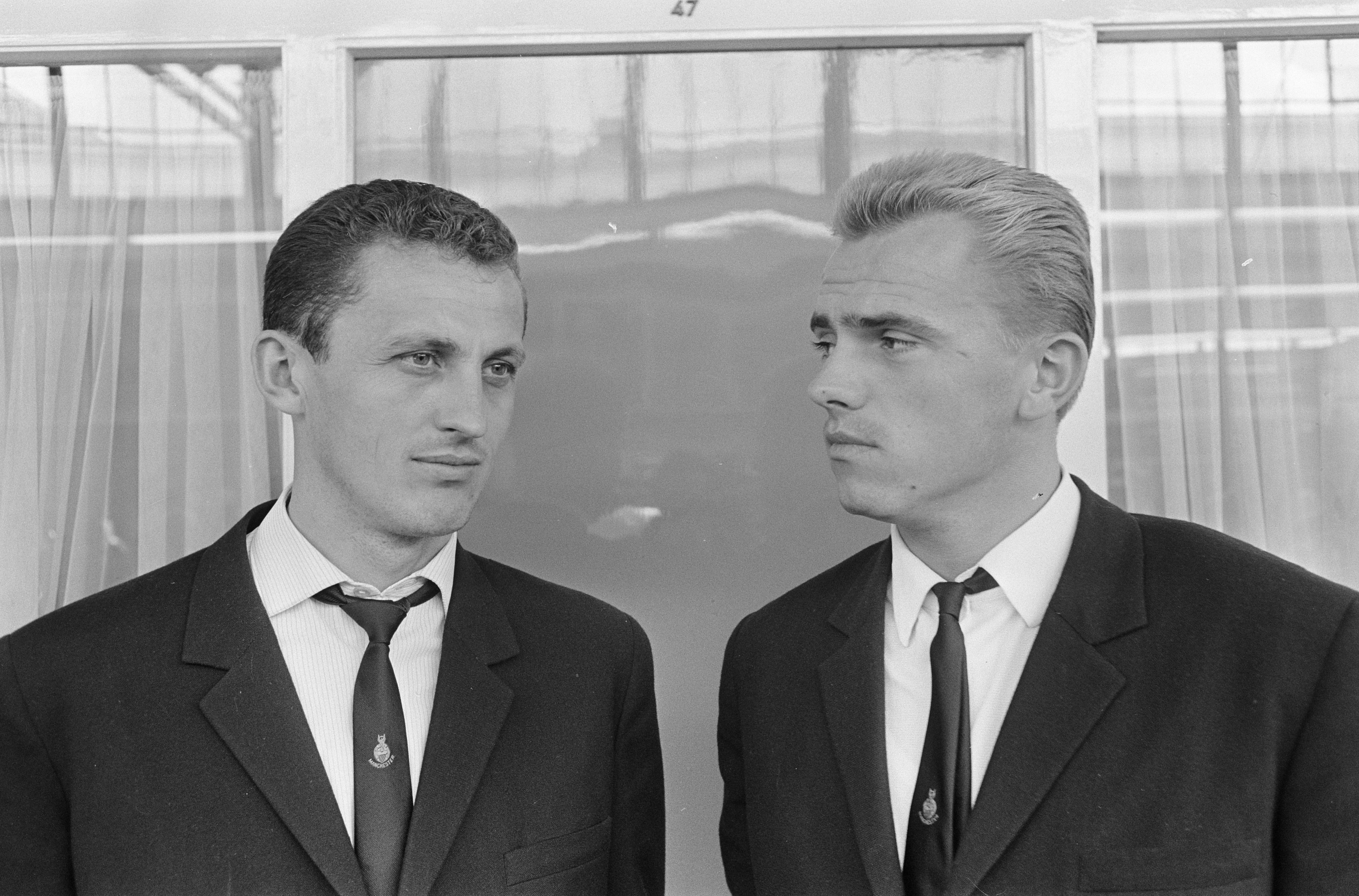
Легенда «Ференцвароша» Флоріан Альберт (ліворуч) із легендою «Вашаша» Кальаном Месеєм. 1966 рік.

У 1970-х роках «Ференцварош» виграв чемпіонат Угорщини лише один раз, у 1976 році, але був більш успішним у Кубку Угорщини, який він виграв чотири рази (1972, 1974, 1976 та 1978). Крім того 17 березня 1974 року легендарний і культовий гравець «Фраді» Флоріан Альберт зіграв свій останній матч за клуб, в якому забив гол.
Також «Ференцварош» взяв участь у останньому розіграші Кубка ярмарків 1970/71, де у першому ж раунді вилетів від «Ліверпуля» (0:1, 1:1), а наступного сезону 1971/72 взяв участь у першому розіграші новоствореного Кубка УЄФА. У дебютному матчі 14 вересня 1971 року «Ференцварош» зіграв внічию 1:1 з турецьким «Фенербахче» на стадіоні «Шюкрю Саракоглу» в Стамбулі, після чого переміг турків вдома з рахунком 3:1. У другому турі 20 жовтня 1971 року «Ференцварош» переміг удома грецький «Паніоніос» з рахунком 6:0. Після фінального свистка вболівальники «Паніоніоса» увірвалися на поле та напали на гравців «Ференцвароша», офіційних осіб матчу та угорську поліцію. В результаті грецький клуб було виключено зі змагань і угорці напряму вийшли до наступного раунду. Далі «Ференцварош» пройшов західнонімецький «Айнтрахт» з Брауншвейга (1:1, 5:2) та югославський «Железнічар» (1:2, 2:1, пен. 5:4) У півфіналі турніру «Ференцварош» зіграв внічию 2:2 з англійським «Вулвергемптоном Вондерерз» вдома, але програли в гостях 1:2 і не змогли вийти до фіналу турніру.
Наступного року «Ференцварош» брав участь у Кубку володарів кубків УЄФА сезону 1972/73, де у першому раунді легко пройшов мальтійську «Флоріану» (0:1, 6:0) і вийшов до наступного раунду. У другому раунді «Ференцварош» вдома переміг празьку «Спарту» з рахунком 2:0, але у матчі-відповіді програв з рахунком 1:4 і вилетів з Кубка. А у Кубку УЄФА 1973/74 команда виступила ще гірше: 19 вересня 1973 року «Ференцварош» програв удома варшавській «Гвардії» з рахунком 0:1, а 3 жовтня 1973 року зазнав поразки 1:2 і у Варшаві, таким чином покинувши турнір у першому ж раунді.
Втім участь у наступному Кубку володарів кубків УЄФА сезону 1974/75 став для команди одним з найкращих у цей період. У першому раунді «Ференцварош» легко пройшов валлійський «Кардіфф Сіті» (2:0,, 4:1), а у другому зумів зіграти внічию 1:1 з грізним англійським «Ліверпулем» на «Енфілді». У матчі-відповіді угорцям вдалося відстояти нульову нічию, через що «Ференцварош» пройшов до наступного раунду завдяки правилу виїзного голу. У чвертьфіналі «Ференцварош» пройшов шведський «Мальме» (3:1, 1:1), а у півфіналі — югославську «Црвену Звезду» (2:1, 2:2), вийшовши таким чином вперше у своїй історії до фіналу цього турніру. У фіналі Кубка володарів кубків 1975 року «Ференцварош» поступився київському «Динамо» з рахунком 3:0 і не здобув трофей.
Вигравши чемпіонат Угорщини 1975/76, «Ференцварош» вперше після семирічної перерви отримав право взяти участь у Кубку європейських чемпіонів 1976/77. Там угорський клуб спочатку легко пройшов люксембурзький «Женесс Еш» (5:1, 6:2), але у другому раунді не зміг подолати дрезденське «Динамо», коли після домашньої перемоги 1:0, «Ференцварош» був битий суперником з рахунком 0:4 у Дрездені.
Ще менш вдалим для «Ференцвароша» став Кубок УЄФА 1977/78, де угорці вже у першому раунді не змогли пройти скромний болгарський «Марек», розгромно програвши 0:3 у Дупниці. У матчі-відповіді «Ференцварош» переміг з рахунком 2:0, але цього не вистачило, аби пройти до наступного раунду.
Згодом «Ференцварош» брав участь у Кубку володарів кубків УЄФА 1978/79, де у першому раунді пройшов шведський «Кальмар» (2:0, 2:2) але у другому вилетів через правило гостьового голу від східнонімецького «Магдебурга» (1:0 у Магдебурзі і 1:2 вдома) та Кубку УЄФА 1979/80, де у першому ж раунді поступився софійському «Локомотиву» (0:3, 2:0).

## 1980-ті роки
«Ференцварош» виграв чемпіонат Угорщини 1980/81 і отримав право зіграти у Кубку європейських чемпіонів сезону 1981/82. У першому раунді 16 вересня «Ференцварош» вдома переміг чехословацький «Банік» з рахунком 3:2, проте 30 вересня у матчі-відповіді програв з рахунком 0:3 на стадіоні «Базали» в Остраві і несподівано рано покинув турнір.
Згодом угорський клуб брав участь у Кубках УЄФА 1982/83 та 1983/84, але теж в обох випадках швидко вилітав з турніру — у другому раунді від «Цюриха» (1:1, 0:1) та у першому раунді від ПСВ (2:4, 0:2) відповідно.
Надалі «Ференцварош» втратив місце серед грандів угорського футболу і тривалий час не потрапляв навіть до топ-3. Лише 1989 року команді вдалося стати другою, і отримати право зіграти у Кубку володарів кубків УЄФА сезону 1989/90. Там у першому раунді «Ференцварош» легко пройшов фінську «Гаку» (5:1, 1:1), але у другому поступився австрійській «Адмірі Ваккер» двічі по 0:1.

## 1990-ті роки
У 1990-х «Ференцварош» тричі вигравав чемпіонат Угорщини, у 1992, 1995 та 1996 роках. Що стосується Кубка Угорщини, то клуб виграв чотири титули в 1991, 1993, 1994, 1995 роках, завдяки чому брав участь у Кубках володарів кубків УЄФА у сезонах 1991/92, 1993/94 та 1994/95 років, але в усіх вилітав на ранніх стадіях — у другому раунді від німецького «Вердера» (2:3, 0:1), у першому раунді від австрійського «Ваккера» (0:3, 1:2) і знову у другому раунді від «Порту» (0:6, 2:0)
1995 року команда вперше в історії пробилася до групової стадії Ліги чемпіонів, пройшовши у кваліфікації бельгійський «Андерлехт» (1:0, 1:1). В групі угорський клуб зіграв із «Грассгоппером» (3:0, 3:3), «Реалом Мадрид» (1:6, 1:1) та «Аяксом» (1:5, 0:4). У підсумку «Ференцварош» посів третє місце у групі та вилетів із Ліги чемпіонів, а 19 пропущених м'ячів у 6 іграх залишалися антирекордом Ліги чемпіонів до 2010 року.
Наступного сезону клуб захистив чемпіонський титул, завдяки чому «Ференцварош» знову потрапив до Ліги чемпіонів 1996/97. Втім цього разу угорцям пройти кваліфікацію у вигляді шведського «Гетеборга» (0:3, 1:1) не вдалося і вони вилетіли до Кубка УЄФА. Пройшовши у першому раунді грецький «Олімпіакос» (3:1, 2:2), у другому «Ференцварош» потрапив на грізний англійський «Ньюкасл Юнайтед». Угорцям вдома вдалося перемогти суперника з рахунком 3:2, але в матчі-відповіді «Ньюкасл» переміг з рахунком 4:0 на «Сент-Джеймс Парк».
В наступні роки у Кубку УЄФА «Ференцварош» виступав ще гірше — у сезонах 1997/98 та 1999/00 клуб вилітав у першому раунді від грецького ОФІ (2:1, 0:3) та чеського «Тепліце» (1:1, 1:3), а у сезоні 1998/99 взагалі не зміг пройти кваліфікацію, вилетівши від АЕКа (4:2, 0:4).

## 2000-ті роки
Після чотирирічної паузи «Ференцварош» виграв сезон чемпіонат Угорщини 2000/01 і знову отримав право на участь у Лізі чемпіонів УЄФА 2001/02. Зігравши там у другому кваліфікаційному раунді двічі внічию 0:0 зі сплітським «Хайдуком», «Ференцварош» програв у серії післяматчевих пенальті 4:5 і за тодішнім регламентом покинув єврокубки, не потрапивши навіть до Кубка УЄФА.
У 2003 році «Ференцварош» розмістив свої акції на Будапештській фондовій біржі, ставши першим угорським клубом, який став відкритим товариством з обмеженою відповідальністю.
Здобувши за підсумками сезону 2002/03 своє чергове чемпіонство, «Ференцварош» кваліфікувався до Ліги чемпіонів УЄФА 2004/05. Пройшовши у другому кваліфікаційному раунді албанську «Тирану» завдяки правилу виїзного голу (3:2, 0:1), у третьому кваліфікаційному раунді угорський клуб не зумів пройти празьку «Спарту» (1:0, 0:2 д.ч.).і потрапив до першого раунду Кубка УЄФА. Пройшовши там англійський « Міллволл» (1:1, 3:1), «Ференцварош» перше кваліфікувався до групового етапу Кубка УЄФА. Тодішній регламент турніру використовував нестандартну схему групи з 5 учасниками, де кожен клуб грав із суперником лише по одному разу. 4 листопада 2004 року «Ференцварош» дебютував там домашньою нічиєю з нідерландським «Феєнордом» (1:1), після чого були поразки від німецького «Шальке 04» з рахунком 0:2 на «Фельтінс-Арені» у Гельзенкірхені та швейцарського «Базеля» вдома з рахунком 1:2. 15 грудня 2004 року у останньому турі «Ференцварош» переміг шотландський «Гартс» з рахунком 1:0 на стадіоні «Тайнкасл» в Единбурзі, але посів лише 4 місце у групі та не вийшов до плей-оф.
16 листопада 2004 року «Ференцварош» розпочав широкомасштабну антирасистську кампанію з метою ліквідації нетерпимості та дискримінації у футболі. Чотири гравці клубу, включаючи наполовину нігерійця, наполовину угорця Томаса Совунмі та угорця бразильського походження Леандро, а також угорців Петера Ліпчеї та Денеша Рошу та головного тренера Чабу Ласло, були зображені на плакаті з гаслом «Silence Racism». Клуб попросив своїх уболівальників показати плакат на другій хвилині матчу групового етапу Кубка УЄФА 2004-05 проти «Феєнорда» 4 листопада 2004 року. Після матчу тренер голландців Руд Гулліт сказав, що це була чудова ідея «Ференцвароша».
У сезоні 2004/05 «Ференцварош» посів друге місце і, таким чином, кваліфікувався до Кубка УЄФА 2005/06. Втім там клуб виступив вкрай невдало, несподівано вдома програвши мінському МТЗ-РІПО з рахунком 0:2. У другій грі «Ференцварош» переміг білорусів з рахунком 2:1 у Мінську, але покинув турнір і наступні шість сезонів не брав участь у єврокубках.
У сезоні 2005/06 «Ференцварош» посів 6 місце в чемпіонаті Угорщини, однак у липні 2006 року у клуба через фінансові проблеми була відкликана ліцензія на виступи у вищому дивізіоні, через що клуб вперше за понад сто років був відправлений до другого дивізіону. Клуб оскаржив законність цього кроку в суді і виграв справу, оскільки у вердикті було зазначено, що крок Угорської федерації футболу суперечить закону. Тим не менш було досягнуто позасудової угоди між клубом і Федерацією, за якою «Фраді» мали повернутись до вищої ліги за спортивним принципом.
У сезоні 2006/07 «Ференцварош» до останнього боровся з «Ньїредьгазою» за перше місце у Східній групі, але в напруженій боротьбі «Ференцварошу» не вдалося виграти лігу, через що він залишився у другому дивізіоні. Незважаючи на інвестиції в гравців, включаючи колишніх зірок «Ференцвароша», сезон 2007/08 виявився ще гіршим. Цього разу «Ференцварош» випередили «Кечкемет» і «Сольнок» у Східній групі другої ліги Угорщини. І лише за підсумками сезону 2008/09 команді вдалося виграти групи та повернутись до вищого дивізіону країни. Незабаром після цього у листопаді 2009 року англієць Крейг Шорт був призначений новим головним тренером клубу, однак незабаром змушений був покинути посаду, оскільки не мав ліцензії, що дає право тренувати клуб вищого дивізіону.

## 2010-ті роки

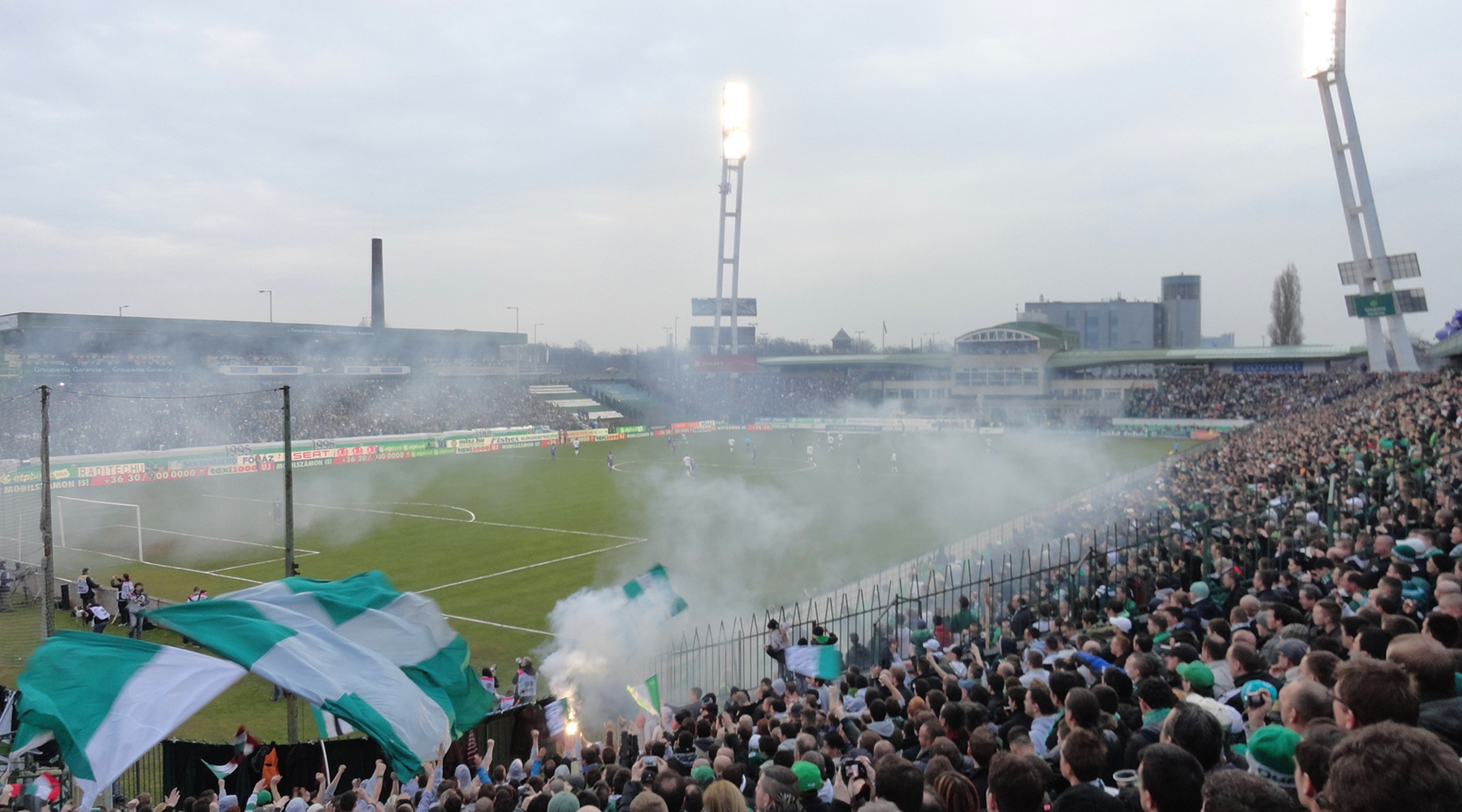
Матч «Ференцварош» — «Уйпешт» в чемпіонаті Угорщини 2012/13. 10 березня 2013 року.

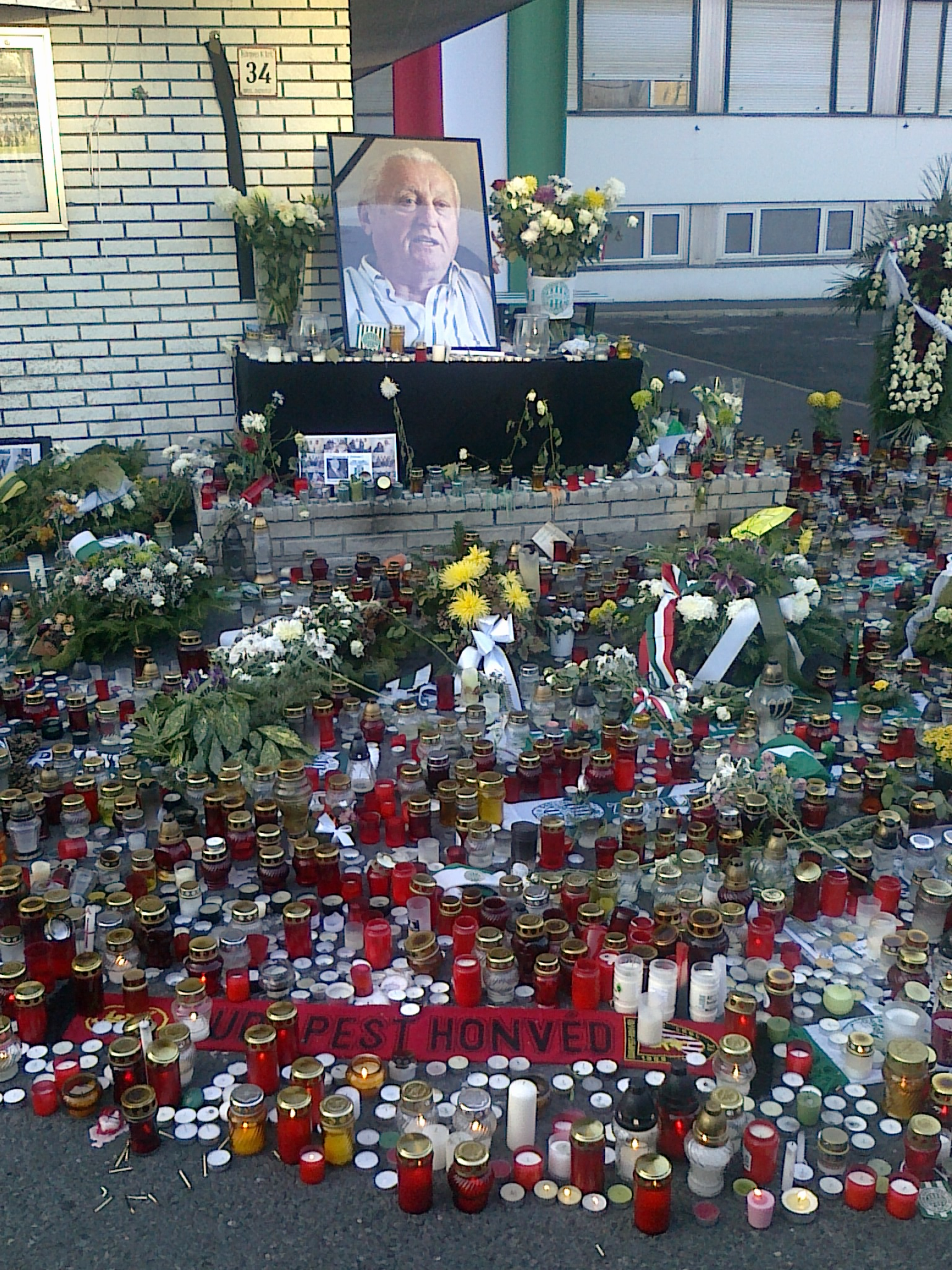
Прощання з Флоріаном Альбертом перед стадіоном його імені.

У сезоні 2010/11 «Ференцварош» посів третє місце і вперше за тривалий час повернувся до єврокубків, вперше зігравши у Лізі Європи УЄФА 2011/12. Дебютував у цьому турнірі 30 червня 2011 року вдома в першому кваліфікаційному раунді проти вірменського «Уліссеса», перемігши з рахунком 3:0. 7 липня «Ференцварош» переміг вірмен і в гостях на стадіоні «Раздан» у Єревані з рахунком 2:0 та вийшов до наступного раунду, де будапештців чекав норвезький «Олесунн». Вигравши у нього вдома 2:1, угорці з таким самим рахунком програли в гостях через що гра перейшла у додатковий час, в якому «Фраді» пропустили вирішальний гол на 119 хвилині і покинули турнір.
31 жовтня 2011 року легенда клубу Флоріан Альберт помер у віці 70 років після ускладнень після операції на серці.
21 серпня 2012 року головним тренером команди призначено голландця Рікардо Моніза, а наступного року йому на зміну прийшов німець Томас Долль. Під його керівництвом у сезоні 2013/14 «Ференцварош» посів третє місце у чемпіонаті і кваліфікувався до Ліги Європи УЄФА 2014/15, а 20 травня 2015 року під керівництвом німця «Ференцварош» переміг «Відеотон» з рахунком 4:0 на «Групама Арені» у фіналі Кубка Угорщини, завдяки чому здобув перший трофей за останні понад 10 років. У тому ж сезоні сезоні чемпіонату «Ференцварош» посів друге місце та кваліфікувався до першого кваліфікаційного раунду Ліги Європи УЄФА 2015–16.
2 квітня 2016 року «Ференцварош» виграв свій 29-й титул чемпіона Угорщини у сезоні 2015/16 років і перший за останні 12 років незважаючи на поразку від «Дебрецена» з рахунком 2:1 на стадіоні «Надьєрдеї».
У наступному сезоні 2016/17 «Ференцварош» фінішував лише четвертим,, але виграв Кубок Угорщини, обігравши у фіналі «Вашаш» у серії пенальті.
У 2018 році «Ференцварош» очолив Сергій Ребров, під керівництвом якого команда у сезоні 2018/19 виграла чемпіонство, яке стало ювілейним тридцятим в історії, що дозволило клубу розмістити над емблемою третю зірку і взяти на участь у кваліфікації Ліги чемпіонів УЄФА 2019/20. Там «Ференцварош» пройшов болгарський «Лудогорець» (2:1, 3:2) та мальтійську «Валетту» (3:1, 1:1), втім поступився загребському «Динамо» (0:4, 1:1).

## 2020-ті роки

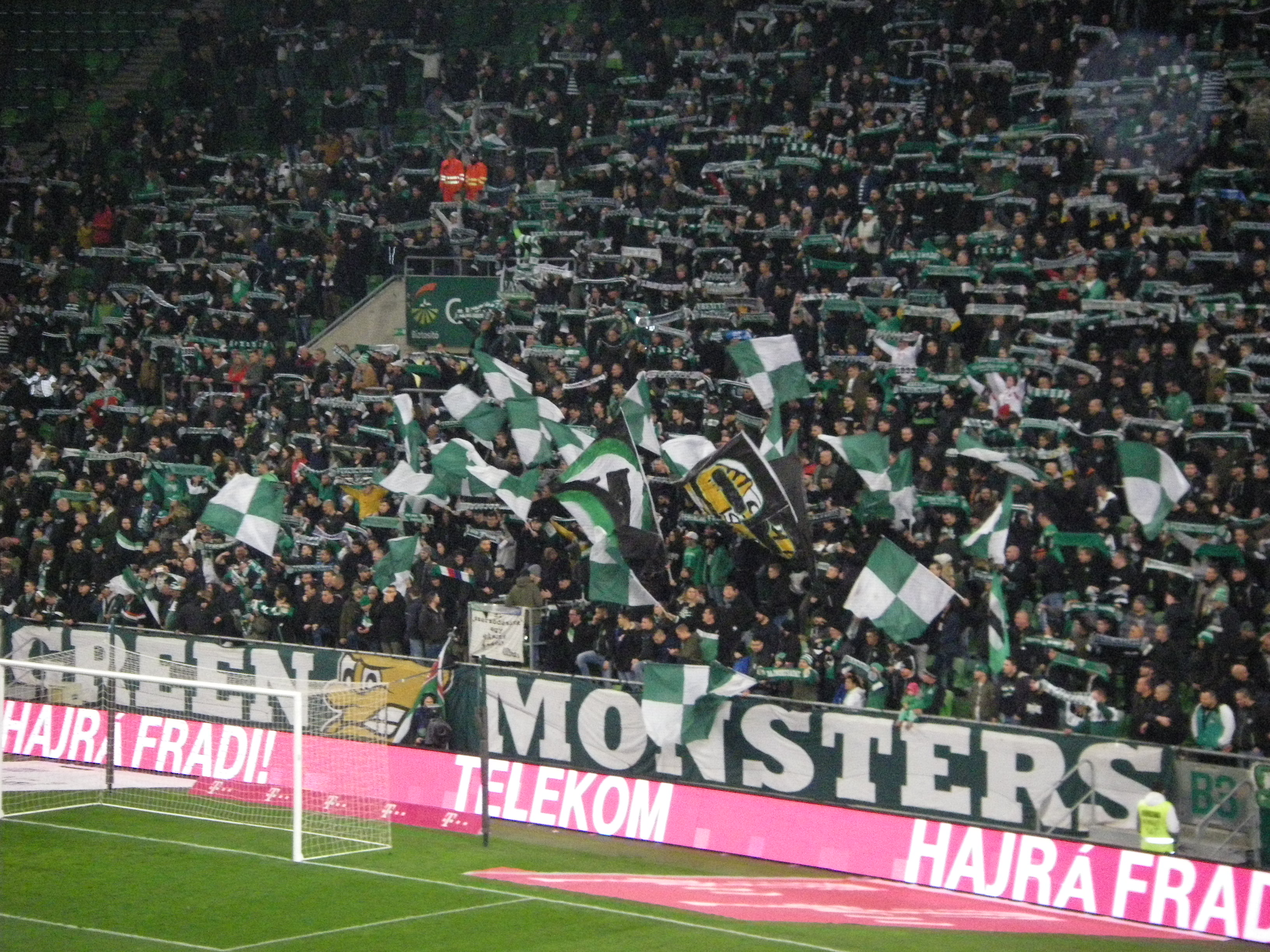
Фанати «Ференцвароша». 2019 рік

16 червня 2020 року «Ференцварош» здобув свій 31-й трофей, обігравши «Гонвед» на стадіоні «Хідегкуті Нандор» і знову отримав можливість зіграти у кваліфікації Ліги чемпіонів УЄФА 2020/21. Втім на відміну від минулорічного розіграшу, угорський клуб отримав більш простий спосіб проходження відбору, оскільки через пандемію COVID-19 перші три з чотирьох відбіркових раундів складались з одного матчу. В них угорці пройшли шведський «Юргорден», вигравши 2:0 вдома, шотландський «Селтік», перемігши на виїзді з рахунком 2:1, а потім з цим же рахунком здобули перемогу над «Динамо» (Загреб). У останньому раунді кваліфікації угорці потрапили на норвезьке «Молде», пройшовши його завдяки правилу виїзного голу (0:0, 3:3) та вийшли вперше до групового етапу Ліги чемпіонів з сезону 1995/96 років. На груповому етапі «Ференцварош» потрапив до групи G разом із «Барселоною», «Ювентусом» і київським «Динамо». 20 жовтня 2020 року «Барселона» вдома обіграла «Ференцварош» з рахунком 5:1. Єдиний гол угорців на «Камп Ноу» забив українець Ігор Харатін на 70-й хвилині. У наступному турі 28 жовтня «Ференцварош» приймав київське «Динамо» і поступаючись по ходу матчу 0:2, зумів завдяки голам Токмака Нгуена і Франка Болі в кінцівці гри звести матч внічию, здобувши перше очко. Тим не менш у наступних чотирьох іграх угорці зазнали, найнеприємнішою з яких стала поразка 24 листопада від «Ювентуса» 1:2 на «Ювентус Стедіумі», коли господарі забили переможний гол лише на 90+2 хвилині завдяки зусиллям Альваро Морати. В результаті в останній грі групового етапу, що пройшла 8 грудня 2020 року, угорцям було необхідно обов'язково обігрувати київське «Динамо» на НСК «Олімпійський» у Києві, втім матч завершився поразкою угорського клубу з рахунком 0:1 і вильотом з єврокубків.
20 квітня 2021 року «Ференцварош» виграв за підсумками сезону 2020/21 чергове чемпіонство, обігравши вдома головного суперника «Уйпешт» з рахунком 3:0
4 червня 2021 року Сергій Ребров офіційно подав у відставку і того ж літа було продано чотирьох ключових гравців клубу, Ловренчіча, Ісаеля, Гайстера та Шкварку.
20 грудня 2021 року угорський клуб «Ференцварош» оголосив про призначення Станіслава Черчесова на посаду головного тренера команди. 24 квітня 2022 року він привів клуб до перемоги в чемпіонаті Угорщини, чемпіонство було оформлено за чотири тури до кінця чемпіонату. А 11 травня 2022 року «Ференцварош» виграв і Кубок Угорщини, оформивши таким чином «золотий дубль». У фіналі з рахунком 3:0 був обіграний «Пакш».